# Michel Woitrin
 (décembre 2017).
Si vous disposez d'ouvrages ou d'articles de référence ou si vous connaissez des sites web de qualité traitant du thème abordé ici, merci de compléter l'article en donnant les références utiles à sa vérifiabilité et en les liant à la section « Notes et références ».
Michel Woitrin (né à Namur le 5 mai 1919 ; mort à Ottignies-Louvain-la-Neuve le 27 octobre 2008) est un professeur d'économie et administrateur général de l'Université catholique de Louvain (UCL).

## Biographie

### Formation et vie privée
Dans sa jeunesse, il est membre actif des Scouts Lones.
Il obtient le titre de docteur en droit et licencié en sciences économiques de l'Université catholique de Louvain (1945), et poursuit sa formation à Cambridge (1946-1947) et à Harvard (1952-1953).
Il épouse à Namur le 26 janvier 1953 Claire Bibot, née à Namur le 11 juillet 1927, et tante de la comédienne et humoriste Laurence Bibot.

### Carrière
Après avoir d'abord envisagé de faire une carrière au barreau et commencé un stage d'avocat à Namur auprès du bâtonnier Devos, il se tourne vers une carrière de professeur à l'Université catholique de Louvain.
Son premier poste à l'UCL est assistant à l’Institut de recherches économiques de Louvain (1945-1946). Il devient ensuite conseiller économique au Service des études du ministère des Affaires économiques (1947-1948), administrateur auprès de l’Organisation européenne de coopération économique à Paris (1948-1949) et chef de cabinet adjoint du ministre des Affaires économiques (1949-1950).
Il est nommé professeur à l'UCL en 1950 et professeur ordinaire en 1954. Ses cours se rapportent aux analyses macroéconomiques, à la théorie du commerce international, aux problèmes économiques contemporains et à la démographie économique et sociale.
Il fonde et dirige le Centre de Perfectionnement dans la direction des entreprises de l'UCL en 1955, le Groupe de recherche Marché commun en 1958 et le Département de démographie en 1963. Il devient Secrétaire général et Administrateur général de l'Université catholique de Louvain en 1963 et exerce cette charge jusqu’à son éméritat en 1984.
Mais plus que comme professeur, c'est comme responsable et cheville ouvrière de la fondation de la ville de Louvain-la-Neuve que son nom est passé à la postérité. Il mène la tâche exceptionnelle au XXe siècle de construire une ville nouvelle, et anime pour ce faire une équipe d'architectes et d'urbanistes : Raymond M. Lemaire, Jean-Pierre Blondel, Pierre Laconte, Bernard de Walque et d'autres.

### Décorations et distinctions
- Le roi Baudouin lui confère le 16 novembre 1982 le titre de baron.
- Médaille de Volontaire de guerre et de combattant 1940-1945
- Officier de l’Ordre de Léopold (1961)
- Commandeur et Grand Officier de l’Ordre de Saint Sylvestre (Vatican) (1977 et 1984)
- Commandeur et Grand Officier de l’Ordre de la Couronne (1971 et 1994)
- Grand Officier de l’Ordre de Léopold II (1992)
- Officier dans l’Ordre des Palmes Académiques (France) (1979)
- Grand Prix  « Europa Humanisme » de la Fondation internationale pour le rayonnement des arts et des lettres (Genève) (1982)
- Chevalier de l’ordre du Saint Sépulcre de Jérusalem (1994)
- Caballero de la Real Hermandad de Nuestra Senora de Yllescas (Espagne) (1990)

### Autres fonctions
- Conseiller communal de la ville d’Ottignies-Louvain-la-Neuve
- Administrateur-fondateur du European Centre for Strategic Management of Universities
- Administrateur de la Fondation Hoover
- Administrateur du Musée de la Dynastie (Bruxelles)
- Administrateur du Centre for European Policy Studies
- Administrateur de Arts et culture - Palais des Beaux-Arts de Bruxelles
- Administrateur (président) de l’asbl Patria
- Administrateur (président) de l’Atelier théâtral de Louvain-la-Neuve
- Administrateur de Musi-UCL et Musi-LLN
- Administrateur des Amis du musée instrumental (instruments de musique)
- Administrateur New (Namur, Europe, Wallonie)
- Membre correspondant de l’académie des sciences, agriculture, arts et belles lettres d’Aix-en-Provence
- Membre correspondant de l’académie d’Athènes

## Publications
- Louvain-la-Neuve-Louvain-en-Woluwe: Le Grand Dessein, Bruxelles, Duculot, 1987.
- Hauts Lieux, Louvain-la-Neuve, Academia-Bruylant,1998.
- Théorie de l'emploi, Louvain, 1951
- Préface de La gestion programmée par Daniel Blondé, Paris, 1964
- Introduction de L'intégration des marchés par Louis Philip, Louvain, 1962
- Les dirigeants d'entreprise de l'économie belge : leur nombre, formation, fonction, âge et besoins de perfectionnement, Etude réalisée sous la direction de Michel Woitrin par Paul L. Mandy, Guy de Ghellinck, Philippe Duvieusart, Bruxelles, Office belge pour l'accroissement de la productivité, 1960.
- La démographie en perspective : visages futurs des sciences de la population et de leur enseignement, Chaire Quetelet 84, Louvain-la-Neuve, 1985.
- Signification du chômage belge, étude réalisée par Robert Leroy et A. Hannequart, sous la direction de M. Woitrin, Bruxelles, Office belge pour l'accroissement de la productivité, 1962